# 刚果功勋勋章
刚果功勋勋章（法語：Ordre du Mérite congolais）是刚果共和国设立的国家勋章。

## 历史
刚果功勋勋章由独立运动领袖富尔贝·尤卢在法属赤道非洲解体后的1959年2月25日正式设立。1960年，共和国正式独立后保留在勋奖体系中。1986年8月6日经过修订。
最初分为由高到低3个等级：指挥官级、军官级和骑士级，后来增加了大十字级和大军官级2个等级。主要授予外国国家元首，大使等为刚果共和国做出杰出贡献的知名人士。

## 部分获授者
- 江泽民（大十字级，2000年3月20日[4]）
- 刘建华（中国驻刚果大使馆武官，骑士级，1985年1月8日[5]）
- 胡叔度（中国驻刚果大使，1983年10月19日[6]）
- 佩雷斯·德奎利亚尔（联合国秘书长，大十字级，1988年2月[7]）